# Дубська
Дубська́ (рос. Дубская) — присілок у складі Ірбітського міського округу Свердловської області.
Населення — 879 осіб (2010, 884 у 2002).
Національний склад населення станом на 2002 рік: росіяни — 96 %.